# Erica cincta
Erica cincta är en ljungväxtart som beskrevs av Harriet Margaret Louisa Bolus. Erica cincta ingår i släktet klockljungssläktet, och familjen ljungväxter. Inga underarter finns listade i Catalogue of Life.